# Baissea
Baissea es un género de fanerógamas de la familia Apocynaceae.  Es originario de las regiones tropicales de África hasta Namibia y de Asia en Malasia. Comprende 58 especies descritas y de estas, solo 18 aceptadas.

## Taxonomía
El género  fue descrito por Alphonse Pyrame de Candolle y publicado en Prodromus Systematis Naturalis Regni Vegetabilis 8: 424. 1844.

## Especies seleccionadas
- Baissea acuminata Benth. ex Hook.f.
- Baissea aframensis Hutch. & Dalziel
- Baissea albo-rosea Gilg & Stapf
- Baissea angolensis Stapf
- Baissea axillaris Hua
- Baissea bailloni Hua -